# Stephen Kerr
Stephen Charles Kerr (né le 26 septembre 1960) est un homme politique du Parti conservateur écossais qui est député pour Stirling de 2017  à 2019. Il est battu par Alyn Smith lors des Élections générales britanniques de 2019.

## Biographie
Kerr est né à Dundee en 1960 et grandit dans un logement social à Forfar, Angus. Il fréquente une école primaire locale et plus tard, Forfar Academy. Il quitte l'école à 16 ans pour travailler dans une banque. Après son retour de sa période comme missionnaire pour l'Église de Jésus-Christ des Saints des Derniers Jours à Londres, il est diplômé de l'Université de Stirling avec un baccalauréat spécialisé en affaires. La carrière de Kerr est largement consacrée à travailler dans les affaires, principalement dans les ventes et le marketing. Avant son élection, il est le chef des équipes de vente de Kimberly-Clark au Royaume-Uni, en Irlande et en France. Lui et sa femme, Yvonne, se marient en 1983 et ont quatre enfants. Ils vivent à Bridge of Allan depuis les années 1980.
Il est le candidat du Parti conservateur à Stirling lors des élections générales de 2005 et de 2015, où il perd contre le Labour la première fois, et le SNP la deuxième fois avant de finalement remporter le siège en 2017 avec une étroite majorité de 148 voix (0,3%) sur Steven Paterson du Parti national écossais.
Il signe une lettre au Premier ministre le 16 février 2018, faisant des suggestions sur la manière dont la Grande-Bretagne devrait quitter l'Union européenne.
Il est membre de l'Église de Jésus-Christ des Saints des Derniers Jours. Il sert dans un certain nombre de postes dans l'église, notamment dans une zone de soixante-dix de 2006 à 2013 . Il est président du premier concours de l'Église organisé en Grande-Bretagne .